# Наскельні малюнки в Гобустані
Наскельні малюнки Гобустана (азерб. Qobustan petroqlifləri) — розташовані на території Гобустанського заповідника в Азербайджані наскельні зображення. Малюнки Гобустана вибиті і видряпані на скелях у період від раннього неоліту до середньовіччя. Їх налічується більше 6000, серед яких є малюнки, вік яких не менше 25 тисяч років.

## Дослідження
Про гобустанські петрогліфи російські вчені знали ще в 40-х роках XIX століття. 
1939 року азербайджанський археолог Ісхак Джафарзаде почав дослідження зображень, задокументувавши близько 3 500 наскельних малюнків.
В архівах Петербурзької Академії наук навіть було 3-4 звіти з цієї теми. Англійські інженери-нафтовики запрошували в ці місця професора з Оксфордського університету. Біля входу в головну печеру є російськомовний напис 1905 року, в якому сказано, що в цих місцях побував якийсь Крузе. Зображення човнів вивчав також норвезький дослідник Тур Хеєрдал.

## Опис
Наскельні малюнки розташовані на території декількох гір: Беюкдаш (Великий Камінь), Кічикдаш (Малий Камінь) і навколо напівкруглої, найбільшої гори — Кянізадаг — грязьового вулкана. Дивовижні малюнки зустрічаються переважно в печерах, на уламках скель.
Малюнки зображають господарське життя, побут, магічні і тотемічні уявлення давніх людей, їхні релігійні обряди, сцени полювання на різних диких тварин тощо. Зустрічаються зображення чоловіків і жінок, сцени рибальства, різних диких тварин. Також можна зустріти зображення мисливців, що скачуть на конях, самотню богатирську постать женця з серпом, хороводи фігур танцюристів, човни з веслярами й солярні знаки. Сцени з танцями зображені на Беюкдаші і, ймовірно, відносяться до III—II тисячоліть до н. е. За датуванням, перші малюнки були більшого розміру, а в пізніші століття, в епоху бронзи і далі, розмір малюнків зменшувався. У ранньому середньовіччі, в VIII—IX століттях, і в пізню епоху через те, що господарська роль полювання зменшувалася, а перенесення зображень на керамічні та металеві вироби почастішало, а також завдяки поширенню ісламу, який забороняв зображення людей і тварин, малюнки на скелях стали спрощуватися до такої міри, що ставали схематичними.
В районі Гобустана висікання на скелях малюнків пастухами зберігалося до кінця XIX століття, а в окремих випадках і довше.
Зображені чоловіки, в обов'язковому порядку, були в мисливському образі і мали лук і стріли. Зростом вони були високі, тілом стрункі. Також є зображення сцен сутичок, де в руках у чоловіків намальовані палиці або ножі.
Жінки зображені як представниці матріархату — повні, так і жінки-воїни з тонкою талією і луками. Такі малюнки зустрічаються у печері "Сім красунь".
Серед малюнків також можна зустріти зображення таких видів тварин, як дикі кози, олені, джейрани, коні, а також леви та інші. Є немало зображень птахів, морських тварин — риб, змій і т.д. Крім диких тварин, намальовані також одомашнені, наприклад, приручені собаки. 
В наскельних малюнках також відбито скотарсько-землеробське господарство регіону.
Серед наскельних малюнків Язилитепе і Беюкдаша, які відносяться до III—II тисячоліть до н. е, можна зустріти сцени кінного полювання на таких тварин, як антилопа, олень, коза тощо. Зображено речі: тризубці, списи, аркани і багато іншого. Крім того були також малюнки пронизаних списом тварин, що, ймовірно, символізує магічні ритуали.
На наскельних малюнках Беюкдаша зображено різні човни, в носовій частині деяких зображено сонце (в бронзову епоху на території сучасного Азербайджану був поширений культ Сонця), а також люди з луками.

## Внесення в список ЮНЕСКО
Починаючи із 2002 року, урядом Азербайджану було надано до ЮНЕСКО пакет необхідних документів, стосовно включення деякої частини заповідника(територія наскельних малюнків), площею 537 га. В 2006 році було підготовлено і надано ЮНЕСКО план управління і деяка робота щодо номінації Гобустану. Саме в цей період, за підтримки Гейдара Алієва та Мехрібан Алієвої до заповідника було запрошено тодішнього головного директора ЮНЕСКО — Мацуура Коіхіро(генеральний директор ЮНЕСКО із 1999—2009). Він був ознайомлений із пам'ятками Гобустану, а експерти із ЮНЕСКО та ІКОМОС підтримали ініціативу Міністерства Культури та Туризму Азербайджану.
Під час 31-сесії Комітету всесвітньої спадщини ЮНЕСКО, що проходила із 23 червня по 2 липня 2007 року в місті Крайстчерч (Нова Зеландія), культурний пейзаж наскельних малюнків Гобустану було внесено до списку об'єктів Світової спадщини ЮНЕСКО

## Галерея

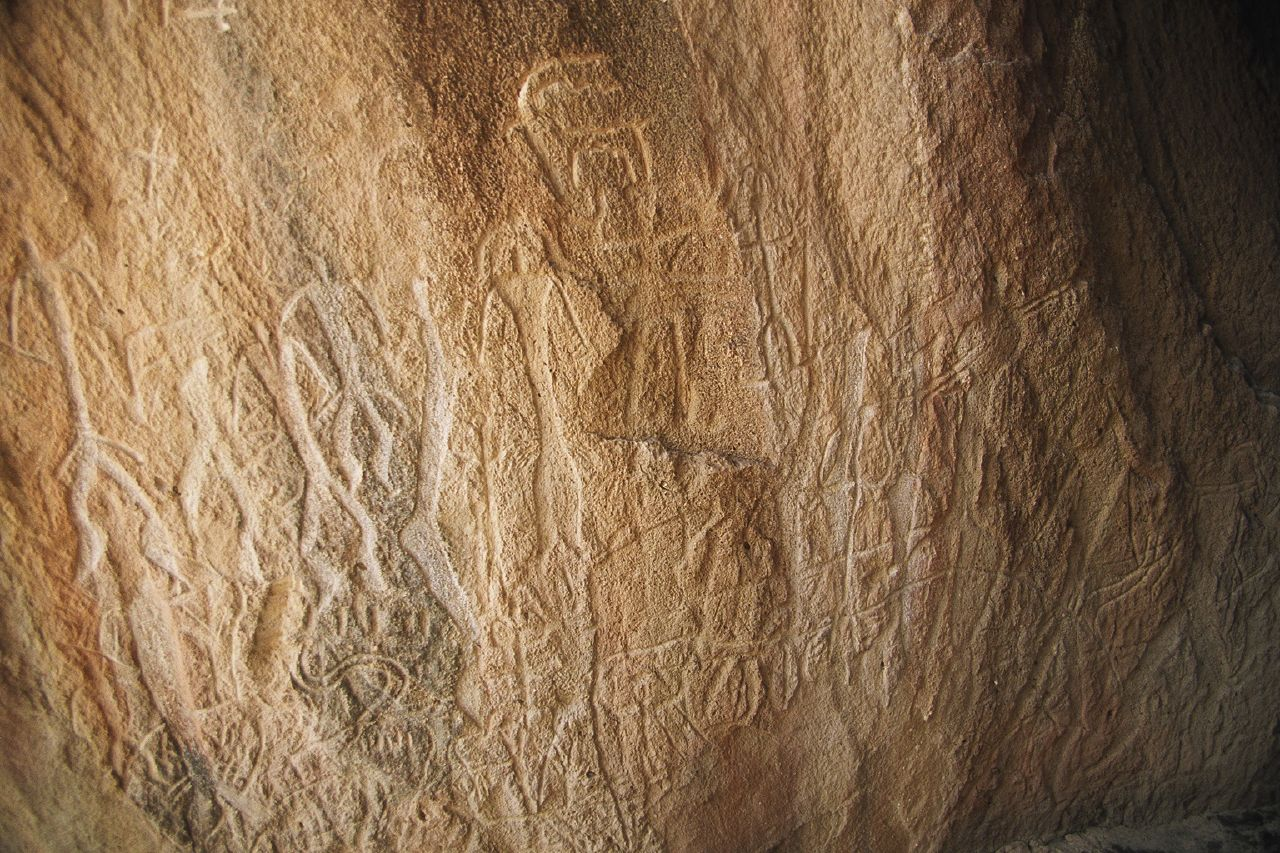
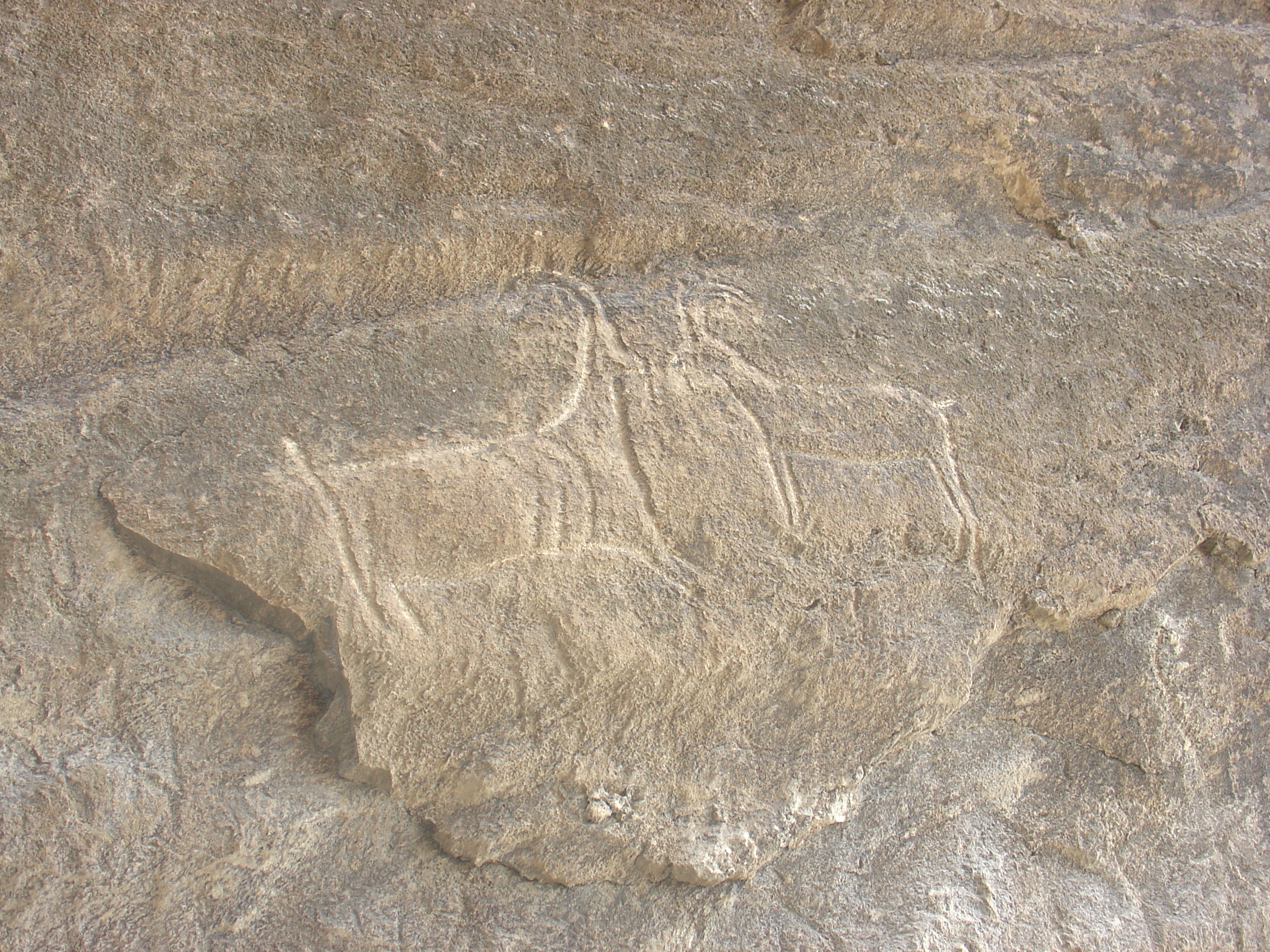
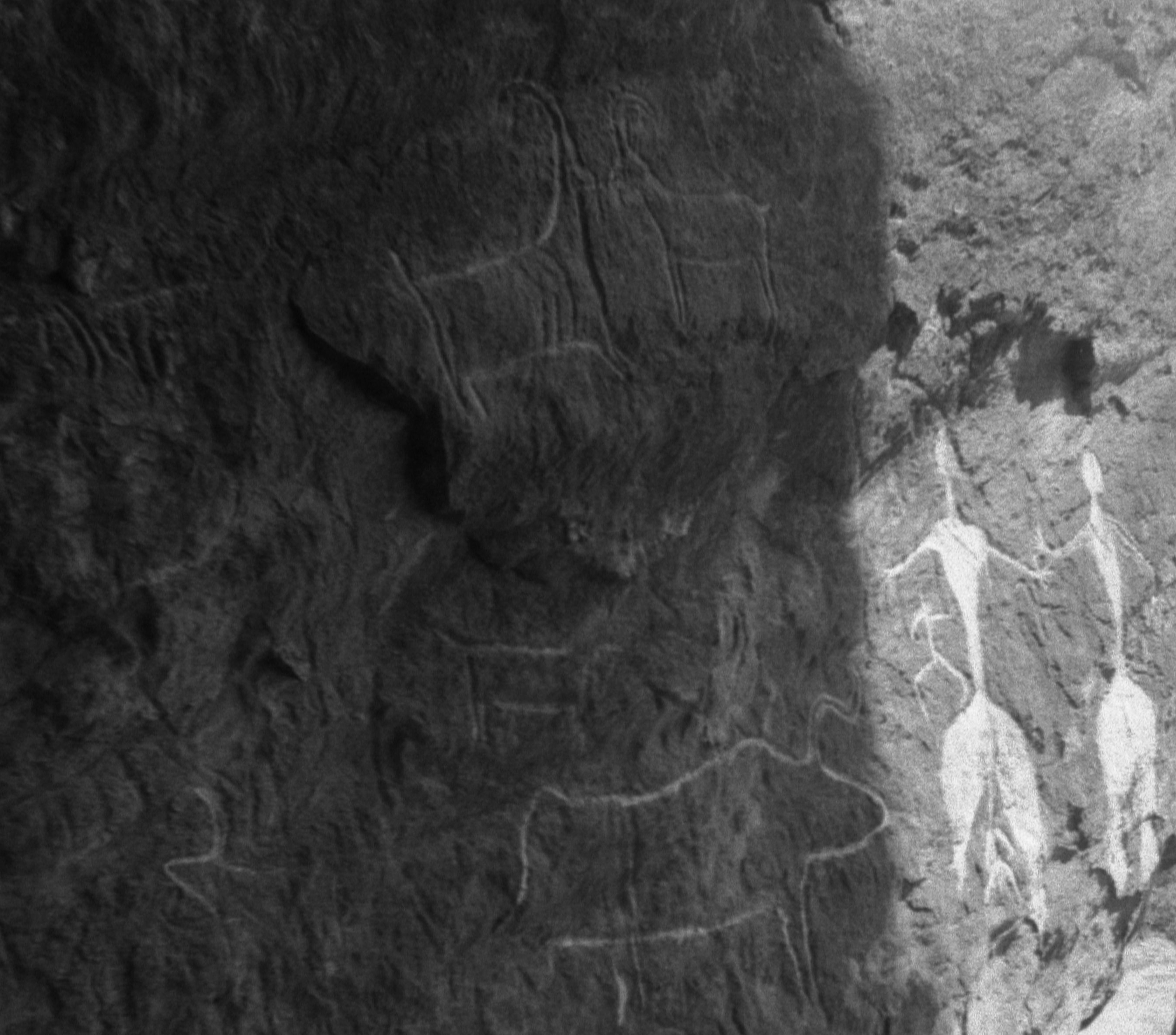
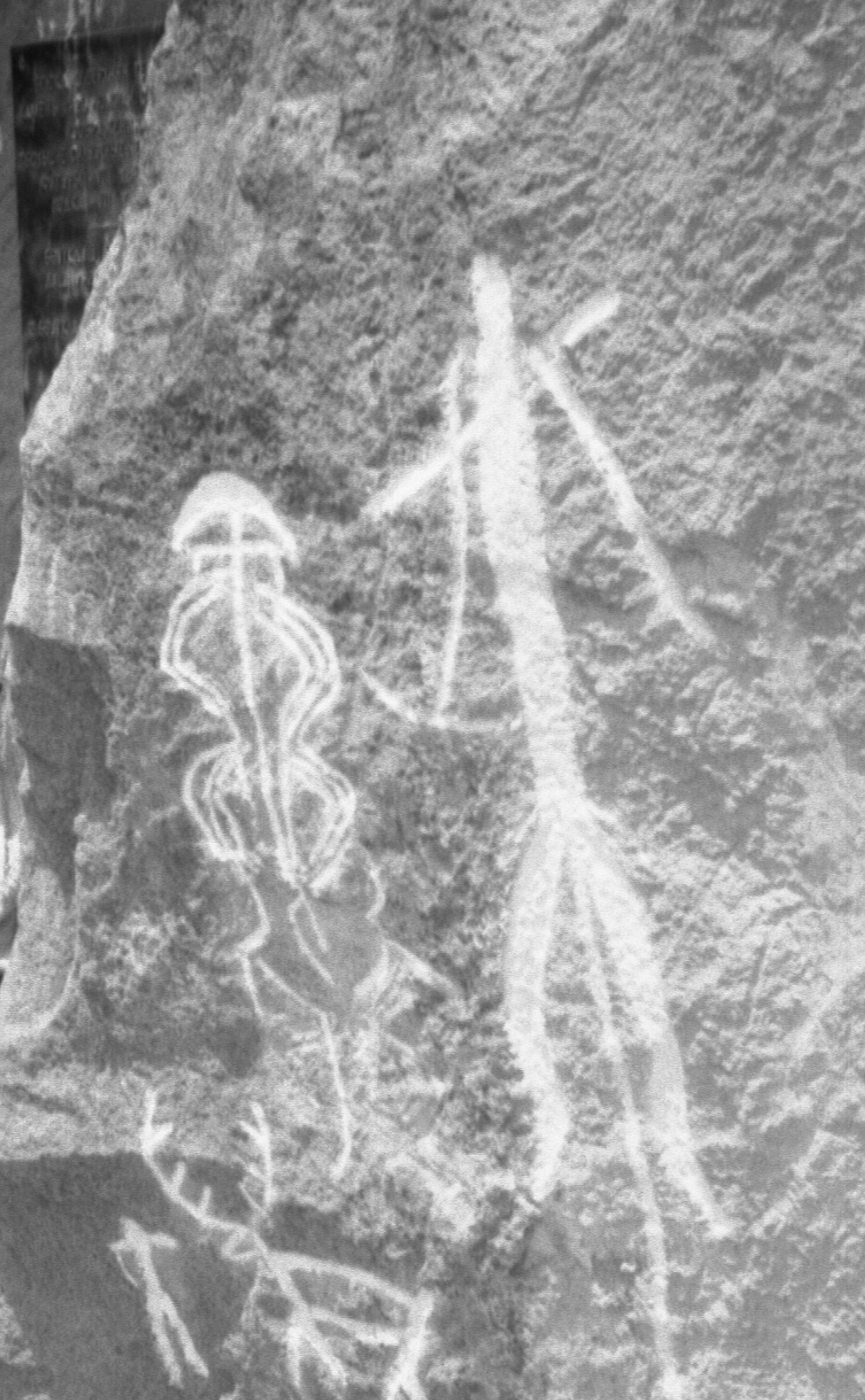
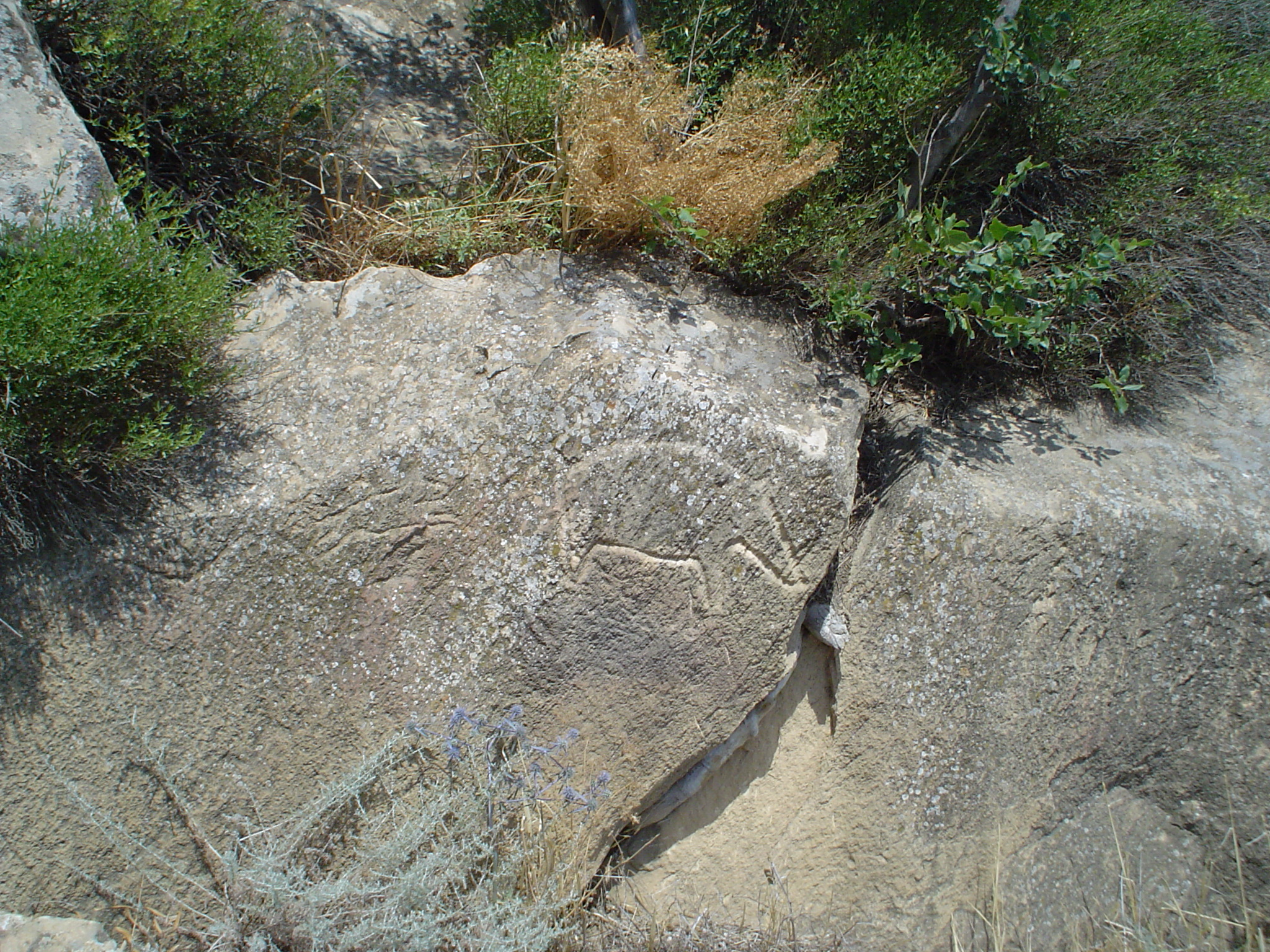
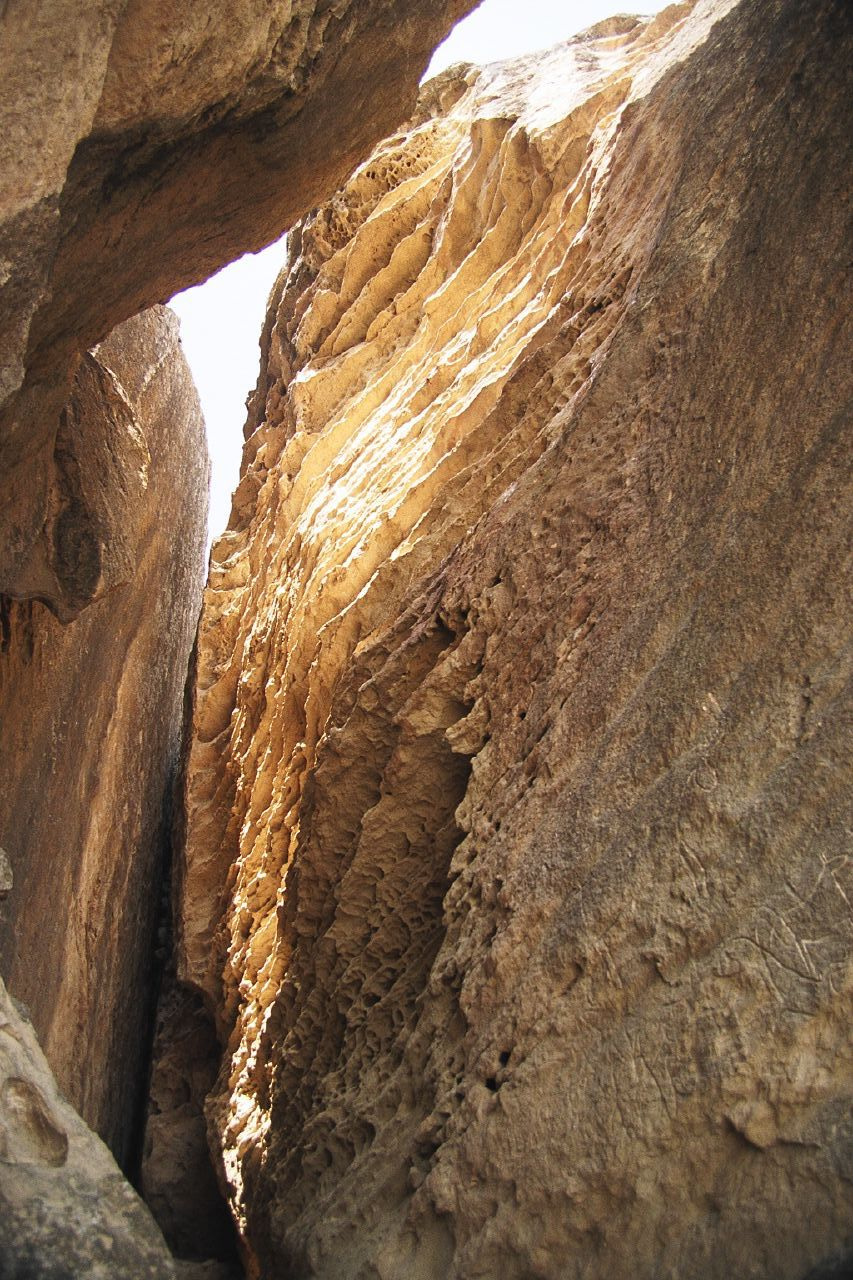
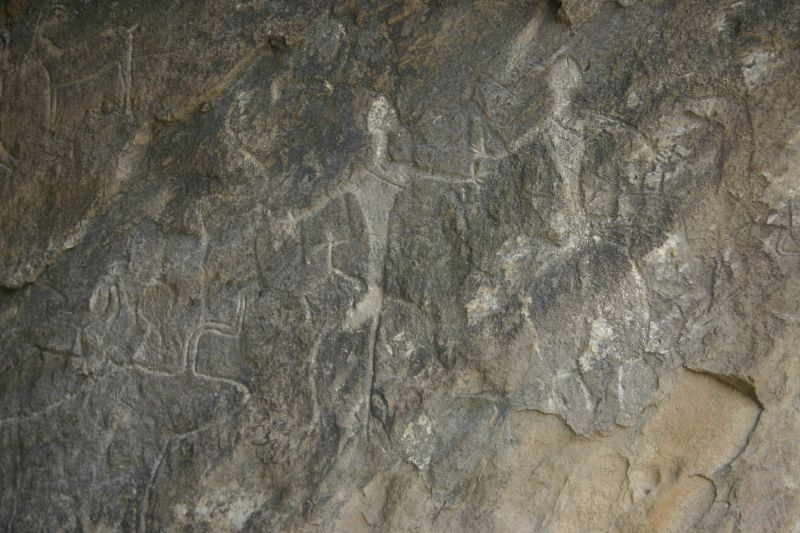
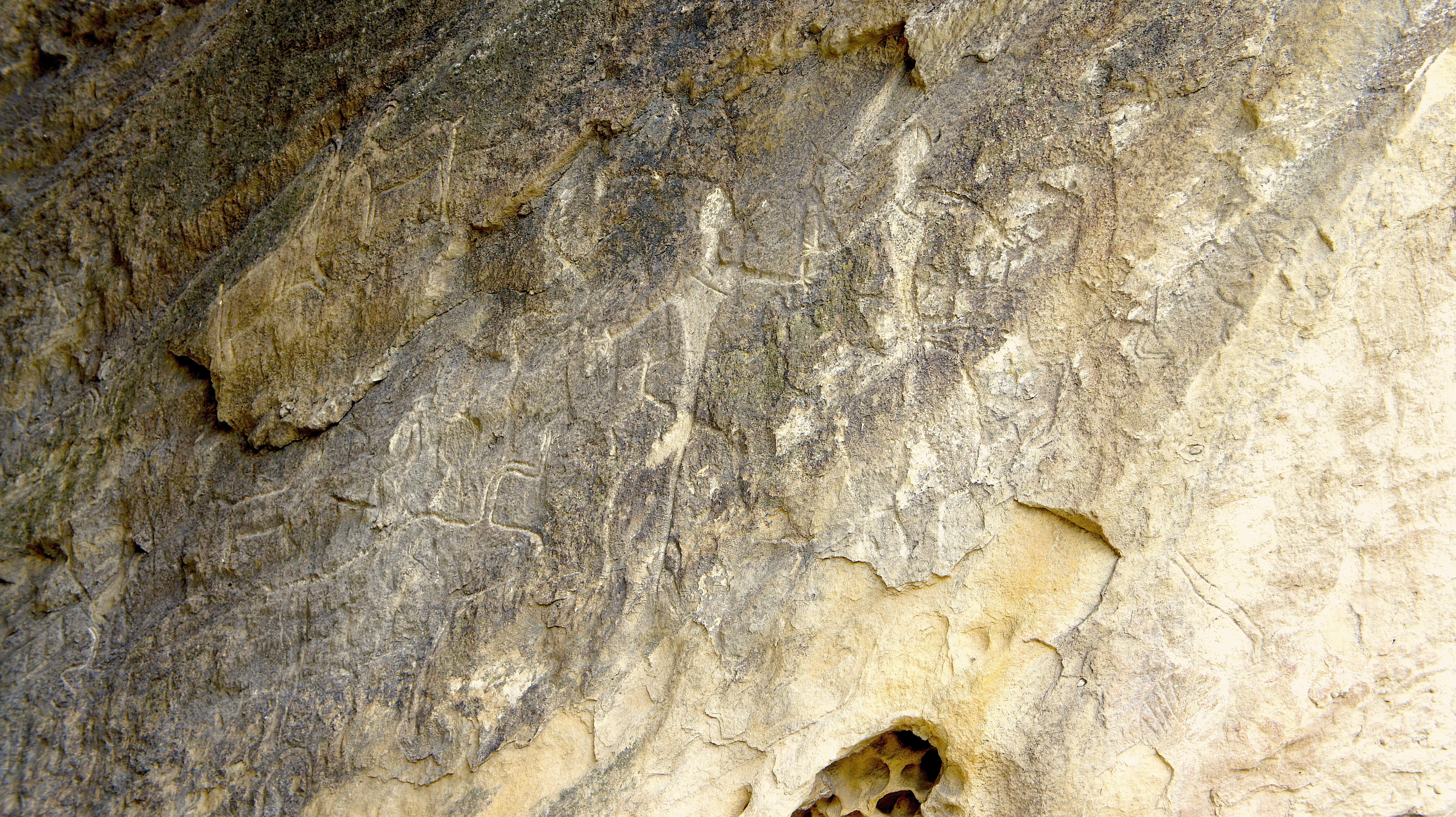